# Bradina neuralis
Bradina neuralis là một loài bướm đêm trong họ Crambidae.